# Stazione di La Fiora
Stazione di La Fiora vasútállomás Olaszországban, Terracina településen.

## Vasútvonalak
Az állomást az alábbi vasútvonalak érintik:
- Velletri-Terracina-vasútvonal

## Kapcsolódó állomások
A vasútállomáshoz az alábbi állomások vannak a legközelebb:
- Stazione di Terracina
- Stazione di Frasso